# Wülfrath
Wülfrath è una città di 21 009 abitanti della Renania Settentrionale-Vestfalia, in Germania.
Appartiene al circondario (Kreis) di Mettmann (targa ME).
Mettmann si fregia del titolo di "Media città di circondario" (Mittlere kreisangehörige Stadt).

## Amministrazione

### Gemellaggi
La città è gemellata con:
- Bondues
- Ware (Hertfordshire)